# Garles
Garles ist ein Gemeindeteil der Stadt Naila im oberfränkischen Landkreis Hof in Bayern. Garles liegt in der Gemarkung Marlesreuth.

## Geografie
Die Einöde liegt im Waldgebiet Garles am Garlesbächlein, einem linken Zufluss der Selbitz. 200 Meter südwestlich des Gehöftes befindet sich der Garlesfelsen, der als Naturdenkmal ausgezeichnet ist. Der Ort ist nur über zwei Wirtschaftswege zu erreichen, die jeweils etwa einen Kilometer nördlich von der Bundesstraße 173 bei Naila abzweigen.

## Geschichte
Der Ort wurde früher „Gerlachs“ genannt. Garles gehörte zur Realgemeinde Marlesreuth. Gegen Ende des 18. Jahrhunderts bestand Garles aus zwei Anwesen. Die Hochgerichtsbarkeit hatte das bayreuthische Verwaltungsamt Selbitz; diese wurde aber auch vom bambergischen Centamt Enchenreuth beansprucht. Grundherren waren die bambergische Amtsverwaltung Nestelreuth (1 Gütlein) und das Verwaltungsamt Selbitz.
Von 1797 bis 1810 unterstand Garles dem Justiz- und Kammeramt Naila. Infolge des Ersten Gemeindeedikts wurde Garles dem 1812 gebildeten Steuerdistrikt Culmitz und der zugleich entstandenen Ruralgemeinde Marlesreuth zugewiesen. Im Zuge der Gebietsreform in Bayern wurde Garles am 1. Mai 1978 nach Naila eingemeindet.

### Einwohnerentwicklung
| Jahr      | 1819  | 1861   | 1871   | 1885   | 1900   | 1925   | 1950   | 1961   | 1970   | 1987  |
| Einwohner | 9     | 13     | 13     | 7      | 5      | 2      | 12     | 2      | 0      | 0     |
| Häuser    |       |        |        | 2      | 2      | 1      | 1      | 1      |        | 1     |
| Quelle    | [ 8 ] | [ 11 ] | [ 12 ] | [ 13 ] | [ 14 ] | [ 15 ] | [ 16 ] | [ 17 ] | [ 18 ] | [ 1 ] |

## Religion
Garles ist evangelisch-lutherisch geprägt und bis heute nach St. Simon und Judas (Marlesreuth) gepfarrt.